# 1. Tennis-Bundesliga (Damen) 2020
Die 1. Tennis-Bundesliga der Damen sollte 2020 vom 3. Mai bis zum 7. Juni mit sieben Mannschaften zum 22. Mal ausgetragen werden. Aufsteiger waren der Marienburger SC aus der 2. Bundesliga Nord und der TC Grün-Weiss Luitpoldpark München aus der 2. Bundesliga Süd.
Aufgrund der COVID-19-Pandemie wurde am 24. März 2020 die komplette Saison abgesagt. Dadurch gibt es 2020 für die Saison 2021 auch keine Auf- und Absteiger.

## Spieltage und Mannschaften
| Spieltage                                |
| ---------------------------------------- |
| 1. Spieltag: So, 3. Mai 2020, 11:00 Uhr  |
| 2. Spieltag: Fr, 8. Mai 2020, 13:00 Uhr  |
| 3. Spieltag: So, 10. Mai 2020, 11:00 Uhr |
| 4. Spieltag: Fr, 15. Mai 2020, 13:00 Uhr |
| 5. Spieltag: So, 31. Mai 2020, 11:00 Uhr |
| 6. Spieltag: Fr, 5. Juni 2020, 13:00 Uhr |
| 7. Spieltag: So, 7. Juni 2020, 11:00 Uhr |

| Mannschaften                           |
| -------------------------------------- |
| TC Bad Vilbel                          |
| TC Bredeney                            |
| TC Blau-Weiß Dresden-Blasewitz         |
| TK Blau-Weiss Aachen                   |
| TEC Waldau                             |
| Marienburger SC (N)                    |
| TC Grün-Weiss Luitpoldpark München (N) |

|     |                                      |
| (N) | Neuling aus der 2. Tennis-Bundesliga |